# Inga Ruginienė

Inga Ruginienė

Inga Ruginienė (* 24. Mai 1981 in Trakai) ist eine litauische Gewerkschafterin und Politikerin; seit November 2024 ist sie Mitglied im Seimas und seit Dezember 2024 Sozial- und Arbeitsministerin Litauens.

## Leben
Nach dem Abitur an der Mittelschule absolvierte Inga Ruginienė 2005 das Masterstudium Öffentliche Gesundheit an der Universität Vilnius in der litauischen Hauptstadt Vilnius, 2015 die Berufsausbildung als Forstingenieurin am Kolleg für Forst- und Umweltingenieurwesen Kaunas in Girionys der Rajongemeinde Kaunas und 2022 das Masterstudium Arbeitsrecht an der Mykolo Romerio universitetas in Vilnius.
Von 2005 bis 2008 war sie Spezialistin am Gesundheitsamt, von 2008 bis 2010 Vilnius-Regionleiterin im Individualunternehmen IĮ S stata.
Von 2012 bis 2014 war sie stellvertretende Vorsitzende des Litauischen Gewerkschaftsbundes der Forst- und Forstwirtschaftsarbeiter, von 2014 bis 2018 Vorsitzende der Gewerkschaftsföderation der litauischen Forst- und Forstwirtschaftsarbeiter, von 2019 bis 2024 Vizepräsidentin der Europäischen Region des Internationalen Gewerkschaftsbundes (IGB-PERC), von 2018 bis 2024 Vorsitzende des Litauischen Gewerkschaftsbundes und von 2023 bis 2024 Vizepräsidentin des Europäischen Gewerkschaftsbundes (ETUC).
In der Parlamentswahl in Litauen 2024 wurde sie in den 14. Seimas in der Liste der Partei LSDP ausgewählt.
Inga Ruginienė ist seit dem 12. Dezember 2024 litauische Sozial- und Arbeitsministerin. Am 14. August 2025 wurde sie von Präsident Gitanas Nausėda als Spitzenkandidatin für das Amt der Ministerpräsidentin nominiert.
Sie ist verheiratet.